# Françoise Pechère
Françoise Pechère (m. 1984) fue una escritora, profesora e hispanista belga.
Vivió en España en los años anteriores a la Guerra Civil. Fue amiga del escritor onubense Juan Ramón Jiménez y de su esposa Zenobia, a los que visitó asiduamente cuando estos vivían en Madrid y con los que mantuvo correspondencia hasta el final de sus días.
En España fue alumna del poeta catalán Josep Carner, con quien coincidió más tarde en Bélgica cuando este escritor se mudó allí para enseñar en la Universidad Libre de Bruselas (1946-1954). También fue amiga de José Antonio Muñoz Rojas, de quien tradujo al francés su obra Las Musarañas (Cet âge lointain, 1977).
En 1968 publicó una antología de poesía titulada Tierra de España / Terre d’Espagne en la que incluyó a poetas españoles que habían tenido la voluntad de “describir la naturaleza” de las diversas regiones del país. La obra abarca, cronológicamente, desde romances medievales hasta escritores de la primera generación de la Posguerra Civil e incluye textos en castellano, gallego, catalán, todos traducidos al francés. Para este proyecto contó con la colaboración del poeta gallego Xosé María Díaz Castro, cuyo poema "Penélope" fue incluido en la obra.

## Obras
- Salinas, Pedro; Pechère, Françoise (ed. y trad.). La belle au bois dormant.
- Salinas, Pedro; Pechère, Françoise (ed. y trad.). L'île aux trésors.
- Salinas, Pedro; Pechère, Françoise (ed. y trad.). Le prix.
- Salinas, Pedro; Pechère, Françoise (ed. y trad.). La ressemblance.
- Varios autores; Pechère, Françoise (ed. y trad.) (1968). Tierra de España / Terre d'Espagne.
- Muñoz Rojas, José Antonio; Pechère, Françoise (ed. y trad.) (1977). Cet âge lointain.
- Salinas, Pedro; Pechère, Françoise (ed. y trad.) (1978). Néant.
- Jiménez, Juan Ramón; Pechère, Françoise (ed. y trad.) (1982). Chanson.
- Salinas, Pedro; Pechère, Françoise (ed. y trad.) (1983). Poèmes.